# Mayna Treanor Avent Studio
 (juillet 2020).
Le Mayna Treanor Avent Studio – ou Avent Cabin – est une cabane américaine située dans le comté de Sevier, dans le Tennessee. Utilisée comme atelier par la peintre Mayna Treanor Avent à compter de 1919, cette cabane en rondins est aujourd'hui protégée au sein du parc national des Great Smoky Mountains et est par ailleurs inscrite au Registre national des lieux historiques depuis le 7 février 1994.